# جنگل‌های مدیترانه‌ای کریمه
جنگل‌های مدیترانه‌ای کریمه (به لاتین: Crimean Submediterranean forest complex) یک منطقهٔ مسکونی و جنگل در روسیه است که در شبه‌جزیره کریمه واقع شده‌است.